# Colchicum cretense
Colchicum cretense är en tidlöseväxtart som beskrevs av Werner Rodolfo Greuter. Colchicum cretense ingår i släktet tidlösor, och familjen tidlöseväxter. Inga underarter finns listade i Catalogue of Life.